# Волочаниново
Волочаниново — деревня в Вологодском районе Вологодской области.
Входит в состав Подлесного сельского поселения, с точки зрения административно-территориального деления — в Подлесный сельсовет.
Расположена между посёлком Харачево и деревней Бурлево.
Расстояние по автодороге до районного центра Вологды — 19 км, до центра муниципального образования Огарково — 6 км.
По переписи 2002 года население — 15 человек.